# Jacques de Milly
Jacques de Milly (? f Rodosz, 1461. augusztus 17.), névváltozata: Jacques de Milli, latinul: Iacobus Millius/Iacobus de Milly, Auvergne nagyperjele, az auvergne-i nyelvi csoport tagjaként a Jeruzsálemi Szent János Ispotályos Lovagrend 37. nagymestere volt.

## Élete

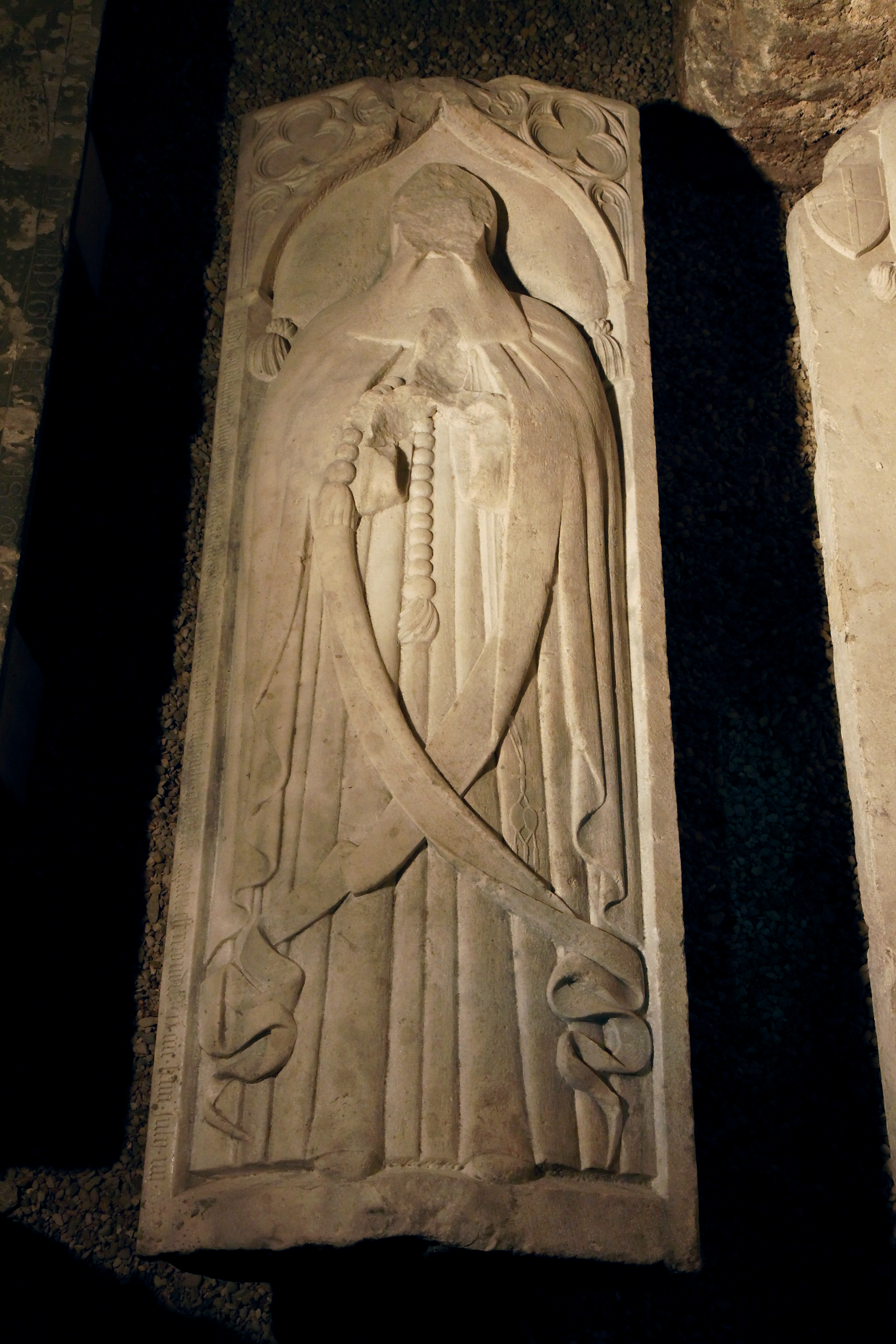
A nagymester és Hugó herceg közös sírja

Auvergne nagyperjele volt, majd 1454. június 15-én az akkor Rodoszon székelő Jeruzsálemi Szent János Ispotályos Lovagrend 37. nagymesterévé választották.
Támogatta Sarolta ciprusi királynőt a bátyjával, Fattyú Jakabbal szemben, miután Jakab 1460-ban egyiptomi támogatással elfoglalta a szigetet, és Sarolta Kerínia várába szorult vissza a híveivel, amivel egy időre, 1464-ig a sziget kettészakadt, és véres polgárháború dúlt. Sarolta először a férjével, Savoyai Lajos királlyal 1461 februárjában utazott Rodoszra, majd pedig 1461 májusában és júniusában már egymagában érkezett Rodoszra, ahol a nagymester fogadta a királyi párt, illetve később a királynőt egyedül. 1461. május 27-én a nagymester levelet kapott Sarolta apósától, I. Lajos savoyai hercegtől, aki arra kérte Jacques de Millyt, hogy minden segítséget adjon meg a királynőnek. A nagymester ekkor beteg volt, és nem tudott semmit se tenni, amíg fel nem épült, de augusztus 17-én a nagymester elhunyt köszvényes roham következtében Rodoszon. Az új nagymestert augusztus 24-én választották meg Piero Raimondo Zacosta személyében, aki még Aragóniában tartózkodott, így Rodosz hatékony segítségére nem számíthatott a királynő, ezért Sarolta úgy döntött, hogy nyugatra utazik, és 1461. október 14-én érkezett meg Rómába.
A nagymestert Rodoszon helyezték örök nyugalomra.
Jacques de Milly még halála után is hatással volt Sarolta életére. Sarolta királynő Rodoszon szülte meg egyetlen gyermekét, egy kisfiút, akit Hugónak vagy Henriknek kereszteltek. Sarolta királynő a levelében a fiát csak annak monogramjával, egy H betűvel nevezte meg, így a neve találgatásra adhat okot, de a ciprusi királyi házban szokásos nevek közül a Hugó és a Henrik jöhet számításba. A kis herceg azonban a születése után nem sokkal meghalt. A királynő Rodoszról címzett 1464. szeptember 3-ai levelében tudósította a férjét a fiuk haláláról. A kis herceg holttestét a három évvel korábban elhunyt nagymester, Jacques de Milly sírjában temették el 1464. július 4-én.